# Lista de presidentes do Clube de Regatas do Flamengo
Esta é a lista de presidentes do Clube de Regatas do Flamengo.
O clube teve dezenas de presidentes, com tempo de permanência variável, ocorrendo ao todo quinze renúncias, um falecimento e um impeachment. De 1895 a 1932, os mandatos duravam um ano, de 1933 a 1956, dois anos, de 1957 a 1968, três anos, de 1969 a 2000, voltou a ser de dois anos e, a partir de 2001, novamente três anos. Marcio Braga, com seis mandatos em 14 anos, é o recordista em número de vezes eleito à presidência.
Patrícia Amorim foi a primeira, e única, mulher presidente do clube.
| N.º | Período   | Presidente                              | Observações |
| --- | --------- | --------------------------------------- | --- |
| 1   | 1895–1897 | Domingos Marques de Azevedo             | |
| 2   | 1898      | Augusto Lopes da Silveira               | |
| 3   | 1899      | Júlio Gonçalves de A. Furtado           | |
| 4   | 1900      | Antonio Pereira Viana Filho             | Renunciou |
| 5   | 1900      | Jacintho Pinto de Lima Júnior           | |
| 6   | 1901      | Fidelcino da Silva Leitão               | |
| 7   | 1902      | Virgílio Leite de Oliveira e Silva      | |
| 8   | 1903      | Arthur John Lawrence Gibbons            | |
| 9   | 1904      | Mário Espínola                          | Renunciou |
| 10  | 1905      | José Agostinho Pereira da Cunha         | |
| 11  | 1905      | Manuel Alves de Cruz Rios               | |
| 12  | 1906      | Francis Hamilton Wálter                 | |
| 13  | 1907–1911 | Virgílio Leite de Oliveira e Silva      | |
| 14  | 1912      | Edmundo de Azurém Furtado               | Início do futebol |
| 15  | 1913      | Virgílio Leite de Oliveira e Silva      | Renunciou |
| 16  | 1913      | José Pimenta de Melo Filho              | |
| 17  | 1914      | Edmundo de Azurém Furtado               | |
| 18  | 1915      | Virgílio Leite de Oliveira e Silva      | Renunciou |
| 19  | 1915      | Edmundo de Azurém Furtado               | |
| 20  | 1916      | Raul Ferreira Serpa                     | |
| 21  | 1917      | Carlos Leclerc Castelo Branco           | |
| 22  | 1918–1920 | Alberto Burle Figueiredo                | |
| 23  | 1921      | Faustino Esposel                        | |
| 24  | 1922      | Alberto Burle Figueiredo                | |
| 25  | 1923–1924 | Júlio Benedito Otoni                    | Renunciou |
| 26  | 1924–1927 | Faustino Esposel                        | Renunciou |
| 27  | 1927      | Alberto Borgerth                        | |
| 28  | 1927      | Nillor Rollin Pinheiro                  | |
| 29  | 1928–1929 | Osvaldo dos Santos Jacinto              | Renunciou |
| 30  | 1929      | Carlos Eduardo Façanha Mamede           | |
| 31  | 1930      | Alfredo Dolabella Portela               | Renunciou |
| 32  | 1930      | Manuel Joaquim de Almeida               | Renunciou |
| 33  | 1931      | Carlos Eduardo Façanha Mamede           | Renunciou |
| 34  | 1931      | Rubens de Campos Farrula                | |
| 35  | 1931      | José de Oliveira Santos                 | |
| 36  | 1932      | Artur Lobo da Silva                     | |
| 37  | 1933      | José de Oliveira Santos                 | |
| 38  | 1933      | Pascoal Segreto Sobrinho                | Renunciou |
| 39  | 1933–1938 | José Bastos Padilha                     | Renunciou |
| 40  | 1938      | Raul Dias Gonçalves                     | |
| 41  | 1939–1942 | Gustavo Adolfo de Carvalho              | |
| 42  | 1943–1944 | Dario de Melo Pinto                     | |
| 43  | 1945–1946 | Marino Machado de Oliveira              | Renunciou |
| 44  | 1946      | Hilton Gonçalves dos Santos             | |
| 45  | 1947–1948 | Orsini de Araújo Coriolano              | |
| 46  | 1949–1950 | Dario de Melo Pinto                     | |
| 47  | 1951–1955 | Gilberto Ferreira Cardoso               | Morreu antes do término do Campeonato Estadual, de ataque cardíaco, depois de assistir a uma vitória do Basquetebol do Flamengo na última cesta da partida.                   |
| 48  | 1955      | Antenor Coelho                          | |
| 49  | 1956–1957 | José Alves Morais                       | |
| 50  | 1958–1959 | Hilton Gonçalves dos Santos             | |
| 51  | 1960      | George da Silva Fernandes               | Renunciou |
| 52  | 1961      | Oswaldo Gudolle Aranha                  | |
| 53  | 1962–1965 | Fadel Fadel                             | |
| 54  | 1966–1968 | Luís Roberto Veiga Brito                | |
| 55  | 1969–1970 | André Gustavo Richer                    | |
| 56  | 1971      | Luís Roberto Veiga Brito                | |
| 57  | 1972–1973 | André Gustavo Richer                    | |
| 58  | 1974–1976 | Hélio Maurício Rodrigues de Souza Braga | |
| 59  | 1977–1980 | Marcio Braga                            | 1.º e 2.º mandatos |
| 60  | 1981–1983 | Antônio Augusto Dunshee de Abranches    | Renunciou |
| 61  | 1983      | Eduardo Fernando de M. Mota             | |
| 62  | 1984–1986 | George Helal                            | |
| 63  | 1987–1988 | Marcio Braga                            | 3.º mandato |
| 64  | 1989–1990 | Gilberto Cardoso Filho                  | Filho de Gilberto Cardoso, Presidente do Flamengo na década de 50. |
| 65  | 1991–1992 | Marcio Braga                            | 4.º mandato |
| 66  | 1993–1994 | Luís Augusto Veloso                     | |
| 67  | 1995–1998 | Kléber Leite                            | |
| 68  | 1999–2002 | Edmundo dos Santos Silva                | Deposto pelo Conselho Deliberativo em processo de impeachment |
| 69  | 2002      | Gilberto Cardoso Filho                  | Interino |
| 70  | 2002–2003 | Hélio Paulo Ferraz                      | |
| 71  | 2004–2009 | Marcio Braga                            | 5.º e 6.º mandatos |
| 72  | 2009      | Delair Dumbrosck                        | Interino. Era vice de Marcio Braga e assumiu a presidência do clube após licenciamento médico e posterior suspensão de Márcio Braga pelo Tribunal de Justiça Desportiva (TJD) |
| 73  | 2010–2012 | Patrícia Amorim                         | Primeira mulher a comandar o clube |
| 74  | 2013–2018 | Eduardo Bandeira de Mello               | 1.º e 2.º mandatos |
| 75  | 2019–2024 | Rodolfo Landim                          | 1.º e 2.º mandatos |
| 76  | 2025–2027 | Luiz Eduardo Baptista                   | |